# Marian Florek
Marian Florek (ur. 24 października 1958) – polski aktor reżyser, poeta.

## Życiorys
Absolwent:
- Filologii polskiej – teatrologii na Uniwersytet Śląski w Katowicach
- Studium- Wokalno– Tanecznego przy TVP w Warszawie
- Retoryki- (studia podyplomowe), Uniwersytet Jagielloński w Krakowie
- Teologii- (studia magisterskie), Uniwersytet Papieski im. Jana Pawła II w Krakowie
- Zarządzania w mediach (studia podyplomowe), Akademia Leona Koźmińskiego w Warszawie.

Posiada trzy dyplomy eksternistyczne: zawodowego tancerza estrady, aktora estrady i aktora dramatu. Wykłada fonetykę i retorykę w Wyższym Seminarium Duchownym w Częstochowie.
Ma na swoim koncie wiele ról dramatycznych, musicalowych, pisze piosenki, publikuje wiersze, zajmuje się reżyserią widowisk. Swoją karierę rozpoczął w Teatrze Rozrywki w Chorzowie (1985), występował w Teatrze Nowym im. Gustawa Morcinka w Zabrzu (adept 1987-90 i 1990-91 – aktor), Teatrze im. Adama Mickiewicza w Częstochowie (1991-95) i od 1998 w Teatrze Rozrywki w Chorzowie.
Doświadczenie zawodowe:
– Organizator i koordynator imprez kulturalnych redakcji (2009 – 2013)
– Politechnika Częstochowska – Akademickie Centrum Kultury (Klub Politechnik) Instruktor teatralny – prowadzenie zespołów teatralnych (2010 – 2016)
– Dyrektor Studia Telewizyjnego i Radiowego redakcji (2014 – 2019)
– Redakcja Tygodnika Katolickiego Niedziela (od 2019)

## Spektakle teatralne
- Huśtawka, Cy Coleman – Laertes (1985), Teatr Rozrywki Chorzów
- Nie-Boska komedia, Zygmunt Krasiński – Zły Duch, Orzeł, Książę (1988), Teatr Nowy im. Gustawa Morcinka Zabrze
- Szkarłatna wyspa, Michaił Bułhakow – Kai-Kai (1989), Teatr Nowy im. Gustawa Morcinka Zabrze
- Bez oręża, Zofia Kossak-Szczucka – Jan A Capello (1990), Teatr Nowy im. Gustawa Morcinka Zabrze
- Tytus, Romek, A’Tomek i rock, Anna Amaryli, Jerzy Bom – Romek (1991), Teatr Nowy im. Gustawa Morcinka Zabrze
- Plajta, Anna Osławska – Aktor (1991), Teatr im. Adama Mikiewicza Częstochowa
- Świętoszek, Moliere – Oficer (1992), Teatr im. Adama Mickiewicza Częstochowa
- Czupurek, Benedykt Hertz – Murat (wyżeł)(1992), Teatr im. Adama Mickiewicza Częstochowa
- Fizycy, Friedrich Dürrenmatt – McArthur (1992), Teatr im. Adama Mickiewicza Częstochowa
- Dwoje na huśtawce, William Gibson – Jerry (1992), Teatr im. Adama Mickiewicza Częstochowa
- Dziady, Adam Mickiewicz – Jan (1992), Teatr im. Adama Mickiewicza Częstochowa
- Czarodziejska rzepka, Paweł Malarewski – Burek (pies)(1993), Teatr im. Adama Mickiewicza Częstochowa
- Szewcy, Stanisław Ignacy Witkiewicz – Czeladnik II (1993), Teatr im. Adama Mickiewicza Częstochowa
- Wesele, Stanisław Wyspiański – Pan Młody (1993), Teatr im. Adama Mickiewicza Częstochowa
- Skrzypek na dachu, Joseph Stein, Jerry Bock, Sheldon Harnick – Abram (1993), Teatr Rozrywki Chorzów
- Niewidzialna kochanka, Pedro Calderon de la Barca – Don Juan (1994), Teatr im. Adama Mickiewicza Częstochowa
- Historya o Chwalebnym …, Mikołaj z Wilkowiecka – Jezus (1994), Teatr im. Adama Mickiewicza Częstochowa
- Idźmy wszyscy do Kościuszki …, Bogdan Śmigielski – Katelba (1994), asystent reżysera, Teatr im. Adama Mickiewicza Częstochowa
- Kartoteka, Tadeusz Różewicz – Starzec III (1994), Teatr im. Adama Mickiewicza Częstochowa
- Bachantki, Eurypides – Sługa (1995), asystent reżysera, Teatr im. Adama Mickiewicza Częstochowa
- Bestia i Piękna, Stanisław Grochowiak – Bestia (1995), Teatr im. Adama Mickiewicza Częstochowa
- Balladyna, Juliusz Słowacki – Kirkor, Poseł z Gniezna, Żołnierz II (1995), Teatr im. Adama Mickiewicza Częstochowa
- Okno na parlament, Ray Cooney – Kelner (1995), Teatr Rozrywki Chorzów
- Ania z Zielonego Wzgórza, Lucy Maud Montgomery – Gilbert Blythe (1996), Studio Form Teatralnych Częstochowa
- Tango, Sławomir Mrożek – Artur (1996), Studio Form Teatralnych Częstochowa
- Szewczyk Dratewka, Maria Kownacka – Baba Jaga (1996), Studio Form Teatralnych Częstochowa
- Rozmowy z katem, Kazimierz Moczarski – Generał Jurgen Stroop (1996), Studio Form Teatralnych Częstochowa
- Pan Tadeusz, Adam Mickiewicz – Tadeusz (1997), Studio Form Teatralnych Częstochowa
- Na szkle malowane, Ernest Bryll – Zbój (1999), Teatr Rozrywki Chorzów
- The Rocky Horror Show, Richard O’Brien – Riff-Raff (1999), Teatr Rozrywki Chorzów
- Jesus Christ Superstar, Andrew Lloyd Webber, Tom Rice – Dowódca straży (2000), Teatr Rozrywki Chorzów
- W 80 dni dookoła świata po …, Jerzy Bielunas – Mr Sullivan (2001), asystent reżysera, Teatr Rozrywki Chorzów
- Dyzma, Tadeusz Dołęga-Mostowicz – Ponimirski (2002), Teatr Rozrywki Chorzów
- O co biega?' Philip King – Wielebny Lionel Toop (2003), Teatr Rozrywki Chorzów
- Bal u Wolandra, Michaił Bułhakow – Stiopa Lichodiejew (2004), Teatr Rozrywki Chorzów
- Sen Nabuchodonozora według Biblii – Nabuchodonozor (2004), Teatr Locus Katowice
- Krzyk według Jacka Kaczmarskiego – (2004), Teatr Rozrywki Chorzów
- Polityka, Włodzimierz Perzyński – Krotowski (2006), Teatr im. Adama Mickiewicza Częstochowa
- Kram z piosenkami, Leon Schiller – Gospodarz – gościnnie (2007), Teatr im. Adama Mickiewicza Częstochowa
- Jekyll&Hyde, Frank Wildhorn – Biskup Basingstoke (2007), Teatr Rozrywki Chorzów
- Przygoda Fryzjera Damskiego, Eduardo Mendoza – Augustin Tabernier alias Gaucho/Doktor Sugranes/Komisarz Flores (2008), Teatr Rozrywki Chorzów
- Oliver, Lionel Bart – Członek rady starszych (2009), Teatr Rozrywki Chorzów

## Filmografia
- 1978 –  Życie na gorąco, odcinek 8: Rzym, obsada aktorska
- 2004–2009 – Pierwsza miłość (2004–2009, serial tv), obsada aktorska (lekarz w Szpitalu Kolejowym we Wrocławiu)
- 2005 – Cena zdrady (42) w Fala zbrodni, obsada aktorska (Helmann)
- 2006 – Hiena, obsada aktorska, Przyjaciel

## Praca reżyserska
- Reżyserował i napisał scenariusze m.in. do trzech widowisk interdyscyplinarnych dla Filharmonii Częstochowskiej z okazji Dnia Niepodległości: „Stworzona do chwały”, „A to Polska właśnie”, „Częstochowa 1918”oraz do spektaklu “Przez stulecie” z okazji 100-lecia Wystawy Przemysłu i Rolnictwa 1909 w ramach III Światowego Kongresu Częstochowian
- Reżyserował również spektakle muzyczne i pisał scenariusze do spektakli poświęconych znanym częstochowianom: „Haśka” – obraz życia i śmierci Haliny Poświatowskiej, „Doktor Biegański” – opowieść o wybitnym lekarzu Władysławie Biegańskim. Wystąpił w monodramie  „Niespokojne serce”, opartym na „Wyznaniach” św. Augustyna w ramach VIII Dni Kultury Chrześcijańskiej w Częstochowie (2010) oraz w spektaklu muzycznym „Kochankowie dnia” częstochowskiego Teatru Tańca (2013)
- W Instytucie Muzyki Akademii im. Jana Długosza w Częstochowie zrealizowałem spektakle muzyczne z udziałem studentów: „Jaś i Małgosia”, „Sztuka mięs w pomidorach” na podstawie piosenek Kabaretu Starszych Panów czy „Skrzypek na dachu” w wersji dla studentów
- W 2012 r.  wyreżyserował  spektakl zatytułowany  „Dziecko i księżyc” – koncert pieśni Ojca Duvala w opracowaniu Jolanty Muratów, do którego również napisał scenariusz. Premiera miała miejsce w OPK „Gaude Mater”
- Prowadził również teatr studentów Politechniki Częstochowskiej „Trybik” działający przy Akademickim Centrum Kultury. Ma on w swoim repertuarze takie spektakle jak „Tango 2011” Sławomira Mrożka i „Opowieść wigilijną” Karola Dickensa. Przedstawienie pt.: „Agata szuka pracy” oparte na sztuce Agaty Łukasińskiej zdobyło wyróżnienie na Festiwalu Teatrów Ogródkowych w Częstochowie w 2012. „Trybik” wystawił również sztukę muzyczną „W białym oknie snu” Wiesława Wyszyńskiego, spektakl pt. „Trala Trala Tralalińscy” Juliana Tuwima, „Kontrakt” Stanisława Mrożka, który został zakwalifikowany do konkursu V Festiwalu Teatrów Studenckich START w Poznaniu w 2018 r.

## Działalność literacka
2007 – Swoje życie gram ... – tomik wierszy.
W latach 2013 – 2019  był  felietonistą Tygodnika Katolickiego „Niedziela” oraz autorem recenzji i artykułów problemowych.

## Działalność dydaktyczna
Od 1996 do chwili obecnej wykładam fonetykę i retorykę w Wyższym Seminarium Duchownym w Częstochowie. Przygotowuję do wydania podręcznik retoryki i kultury żywego słowa dla studentów pt. „Retoryka – sztuka skutecznego mówienia”.
W latach 2011–2013 wykładałem retorykę, fonetykę, kulturę żywego słowa, logopedię artystyczną w Wyższej Szkole Lingwistycznej w Częstochowie.

## Publikacje naukowe
"Usprawiedliwienie teatru, czyli teatr w świecie wartości” – wystąpienie podczas międzynarodowej konferencji naukowej „Człowiek – Wiara – Kultura” zorganizowanej przez Instytut Filologii Obcych Akademii im. Jana Długosza w Częstochowie, Instytut Teologiczny w Częstochowie oraz Ośrodek Promocji Kultury „Gaude Mater” (2010). Artykuł został opublikowany w II tomie materiałów pokonferencyjnych pt.: „W poszukiwaniu prawdy: chrześcijańska Europa między wiarą a polityką”

## Odznaczenia, nagrody i wyróżnienia
- Medal Pro Patria (2023)[1]
- Nagroda Prezydenta Miasta Częstochowy w dziedzinie kultury w 2008 r. – nagroda w dziedzinie teatru za całokształt działalności artystycznej, ze szczególnym uwzględnieniem spektakli: „Haśka”, „A to Polska właśnie” i „Doktor Biegański”
- Pierwsza nagroda radiowa za słuchowisko „Ks. Jerzy Popiełuszko. Męczennik za wiarę i Ojczyznę” (XXIX Międzynarodowy Katolicki Festiwal Filmów i Multimediów, Niepokalanów 2014)
- Druga nagroda za program telewizyjny pt. „Oko na gender” (XXIX Międzynarodowy Katolicki Festiwal Filmów i Multimediów, Niepokalanów 2014)
- W 2019 otrzymał Odznakę Honorową MKiDN  „Zasłużony dla kultury polskiej”.